# Révolution de granite
Révolution de granite (en ukrainien : Революція на граніті) est le nom donné aux manifestations estudiantines, à Kiev et dans l'ouest ukrainien contre le premier ministre Vitaliy Massol.

## Demandes
Le mouvement se faisait pour la démission du premier ministre, la mise en place de nouvelles élections, le refonte du service militaire, la mise en place d'une commission d’enquête sur les nationalisations, la remise en question du traité d'alliance avec l'URSS.